# Sagunto

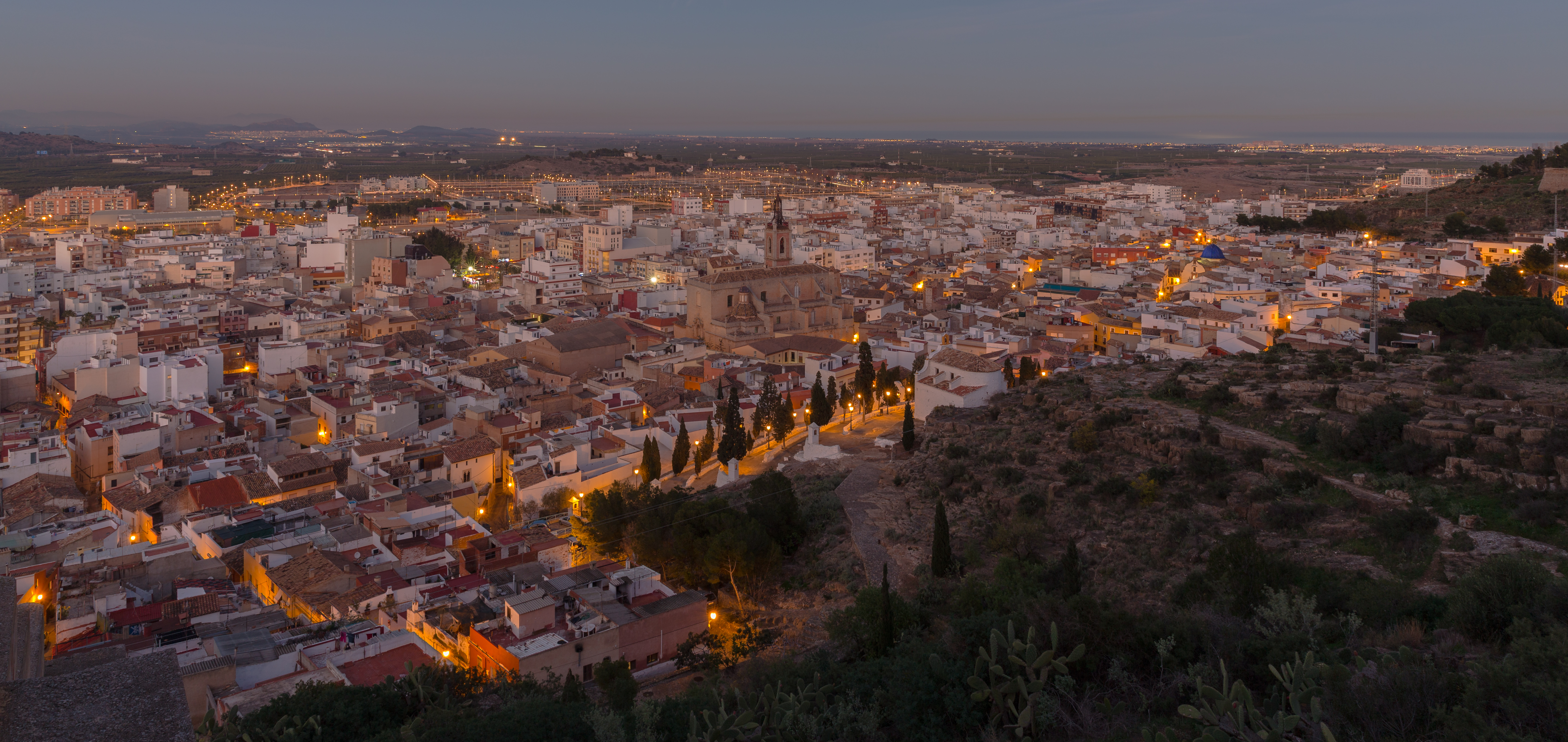
Vista de la ciudad con la iglesia de Santa María en el centro

Sagunto (cooficialmente en valenciano: Sagunt, históricamente conocida como Murviedro) es un municipio y una ciudad de la provincia de Valencia, al norte de la Comunidad Valenciana, España. Es la capital de la comarca del Campo de Murviedro. Su población es de 71 377 habitantes (INE 2024), es el décimo municipio con más población de la Comunidad Valenciana. El municipio pertenece a la segunda corona del área metropolitana de Valencia.
El municipio tiene dos núcleos principales: el casco histórico o Sagunto-Ciudad, situado en la falda del castillo y del teatro romano, y el Puerto de Sagunto, a 2,5 kilómetros del casco histórico. Los ciudadanos se encuentran repartidos entre estos 6 km que separan la playa del antiguo castillo romano, viviendo gran parte de ellos (40 436) en el núcleo del Puerto.

## Geografía
Integrado en la comarca de Campo de Murviedro, se sitúa a 28 kilómetros de la capital valenciana. Sagunto se encuentra a orillas del río Palancia. El río es poco sinuoso y tiene un fuerte gradiente hasta las cercanías de la misma ciudad de Sagunto. Después de bordear el casco de la ciudad, se aboca en un cono aluvial, más propiamente que un verdadero delta, por cuanto su pendiente es de 5,7 por mil en los últimos 4 kilómetros, superior al normal de los deltas.
La costa es baja y arenosa, cubierta de dunas. Su vegetación clímax se puede dar hoy por desaparecida y debió estar dominada por la encina. En la actualidad hay algunos bosques de pinos de Alepo en las montañas más cercanas al mar. Entre las especies mejores, las que más abundan son el romero y el lentisco en los montes; y el senil, la boga y el trencadalles en los marjales costeros. Su clima es el mediterráneo.
Sagunto da nombre a la Hoja 668 del Mapa Topográfico Nacional.
La orografía del municipio está definida por las estribaciones de Sierra Calderona al suroeste, donde se alcanzan los 466 m (pico del Agua Amarga), otra zona montañosa al noroeste que supera los 450 m de altitud (Alto de Cerverola), los alrededores del río Palancia, junto al cual se alzan cerros aislados como Tossal del Rotó (252 m) o Penya Negra (323 m), el prelitoral, donde se alza el casco histórico, y la costa de Sagunto donde se sitúa el puerto.
La altitud oscila entre los 480 m al noroeste (Lomas de Cerverola) y el nivel del mar. El casco histórico se alza a 46 m sobre el nivel del mar, si bien el castillo se encuentra en una montaña a 140 m de altitud.
| Noroeste: Algar de Palancia, Alfara de la Baronía, Algimia de Alfara   | Norte: Soneja (Castellón), Alfondeguilla (Castellón) y Vall de Uxó (Castellón) | Nordeste: Almenara (Castellón), Quart de les Valls, Benifairó de los Valles, Faura, Cuartell (exclave) y Benavites |
| Oeste: Torres Torres, Estivella, Albalat de Taronchers, Petrés y Gilet |                                                                                | Este: Canet de Berenguer y mar Mediterráneo                                                                        |
| Suroeste: Albalat de Taronchers                                        | Sur: El Puig y Puzol                                                           | Sureste: mar Mediterráneo                                                                                          |

## Historia

### De la antiguaArseaSaguntum
Ya se habla de la ciudad de Sagunto en algunos textos de la literatura clásica, relacionándola con acontecimientos sucedidos en la segunda guerra púnica. El oppidum ibérico de Arse, se localiza en la montaña del Castell de Sagunt, pasando con el tiempo a ser la Saguntum romana. Su participación en los círculos comerciales se documenta desde el siglo VI a. C. en el Grau Vell, y su importancia creciente la llevó a convertirse en un punto estratégico de las relaciones comerciales del Mediterráneo.

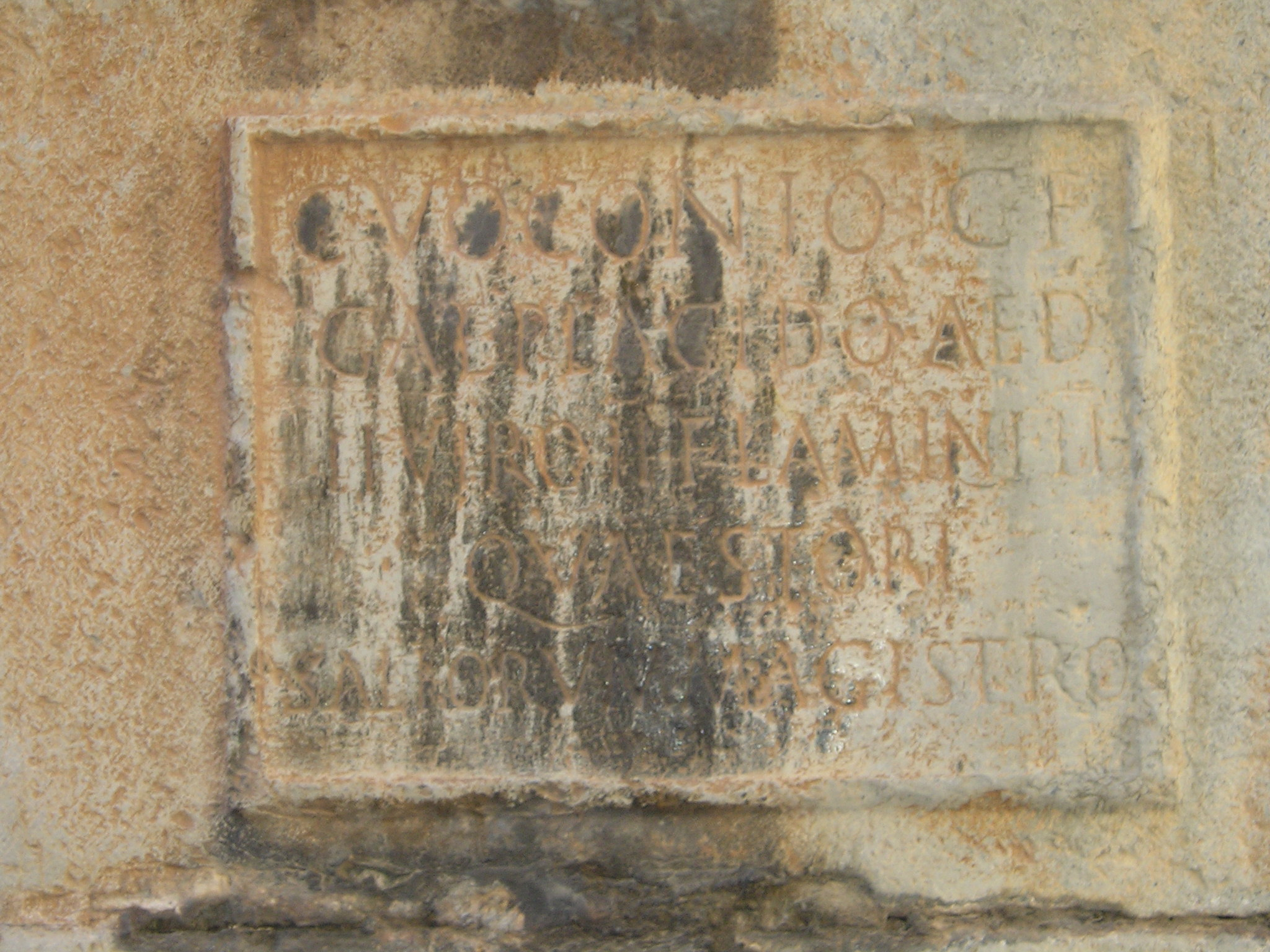
Epitafio romano reutilizado en la parte central de la escalera de la iglesia de Santa María. Dedicada a Caio Voconio Plácido, que desempeñó varias magistraturas en el municipium Saguntum

La ciudad ibero-edetana fue asediada por el general Aníbal en el año 219 a C. debido a su situación estratégica. El asedio duró ocho meses y los habitantes de Saguntum basaron su estrategia en que Aníbal no pudiese atravesar las enormes murallas que cercaban la ciudad en poco tiempo. Pese a la negativa de ayuda de las comarcas de alrededor, que veían con temor el creciente poder de Saguntum sobre los pueblos de la región, pudieron resistir los embates del ejército cartaginés para tomar la ciudad. La situación se hizo insostenible tras la negligencia y tardanza de la República romana de enviar ayuda a los saguntinos. La ciudad desmoralizada pudo resistir unos meses más ante un ejército mayor en número y en recursos; hay que tener en cuenta que el ejército que asedió la ciudad se había formado con el objetivo final de hacerse con Roma, además de estar comandado por uno de los grandes caudillos de la antigüedad. Tras varias semanas de asaltos frontales Saguntum cayó. Aníbal tenía tres motivos para tomar la ciudad sin causarle daños severos: financiar su expedición a Roma con las riquezas obtenidas del saqueo; incorporar a sus filas la mayoría de hombres aptos para su incursión y dejar a su hermano Asdrúbal una plaza fuerte más cercana a Qart Hadasht (la actual Cartagena) y así sucedió. A continuación se narra una versión muy «romántica» de la toma de Saguntum, que no es veraz: Tras la conquista, Aníbal se encontró con una ciudad desolada, parcialmente destruida y quemada. Aquello enfureció al cartaginés que había sacrificado tiempo, soldados y recursos en la conquista de la ciudad. Cuenta la leyenda que los saguntinos, al no recibir la ayuda de los romanos, se negaron a rendirse y decidieron encender una gran hoguera y arrojarse a ella. La caída de Arse marcó el inicio de la segunda guerra púnica entre Cartago y la república de Roma.

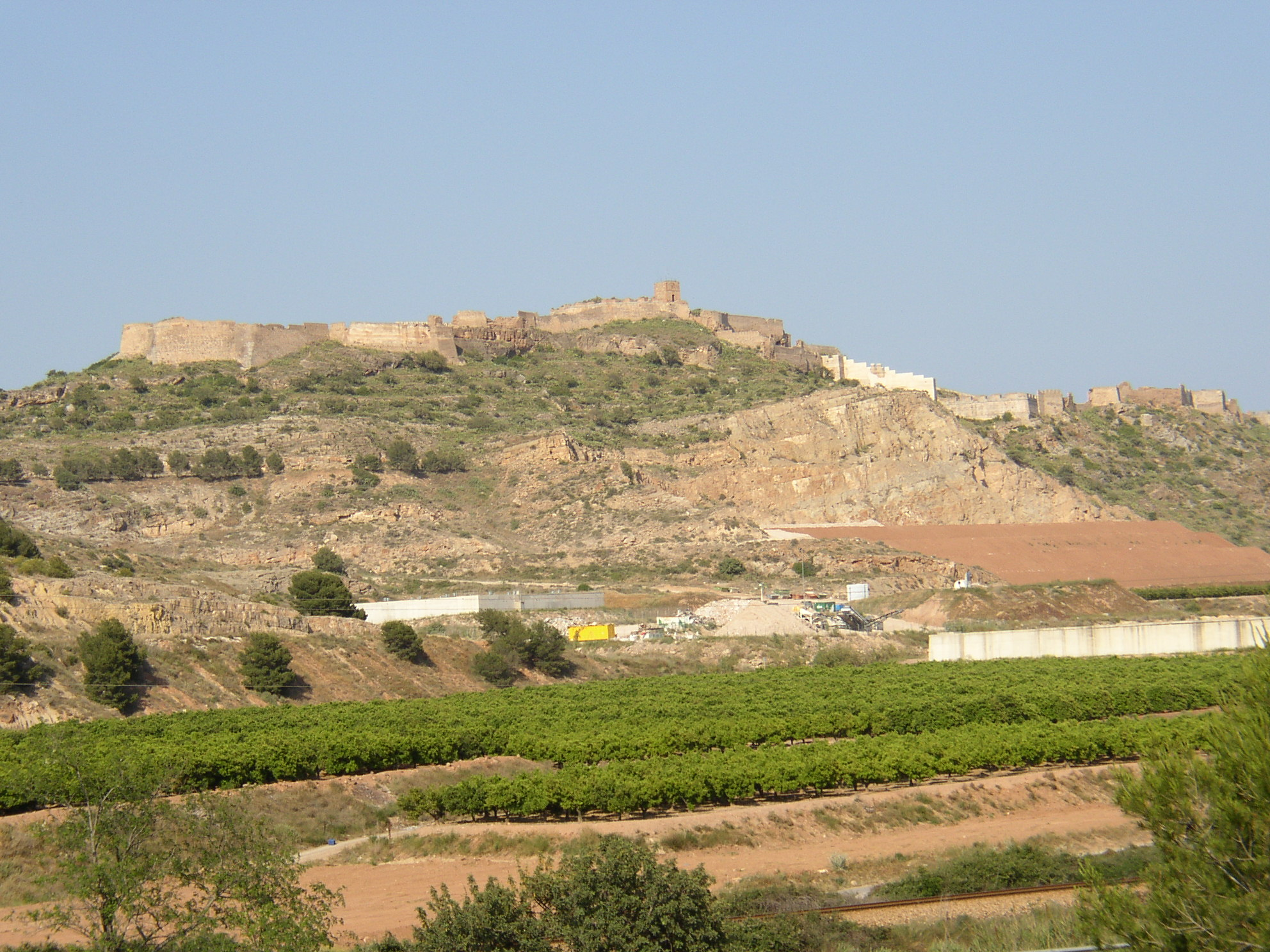
El castillo

Siete años después la ciudad fue recuperada por los romanos, y renombrada Saguntum. En el 214 a. C., pasó a ser administrada como municipium (municipio romano); los romanos construyeron un gran circo en la parte baja de la ciudad y un teatro con capacidad para ocho mil espectadores. También se han encontrado documentos en los cuales parece reflejarse que la ciudad podría haber tenido un anfiteatro y que en la época romana llegase con su territorio a tener 50 000 habitantes.
Tras la caída del Imperio romano de occidente, la ciudad fue atacada y casi destruida por los pueblos germánicos del norte del imperio.

### Edad Media
Los árabes tomaron la ciudad en el 713. A partir de esta época es cuando el topónimo Saguntum cambió a Morbyter y otras variantes y más tarde se denominaría Murviedro en castellano y Murvedre o Morvedre en valenciano, denominaciones derivadas de los muri veteres ('muros viejos', 'muros veteranos') de la Edad Media. Tras la invasión de los árabes, inició su decadencia a favor de Balansiya (Valencia).
En 1239 se produjo la conquista de la ciudad por Jaime I el Conquistador, rey de la Corona de Aragón.

#### Judería

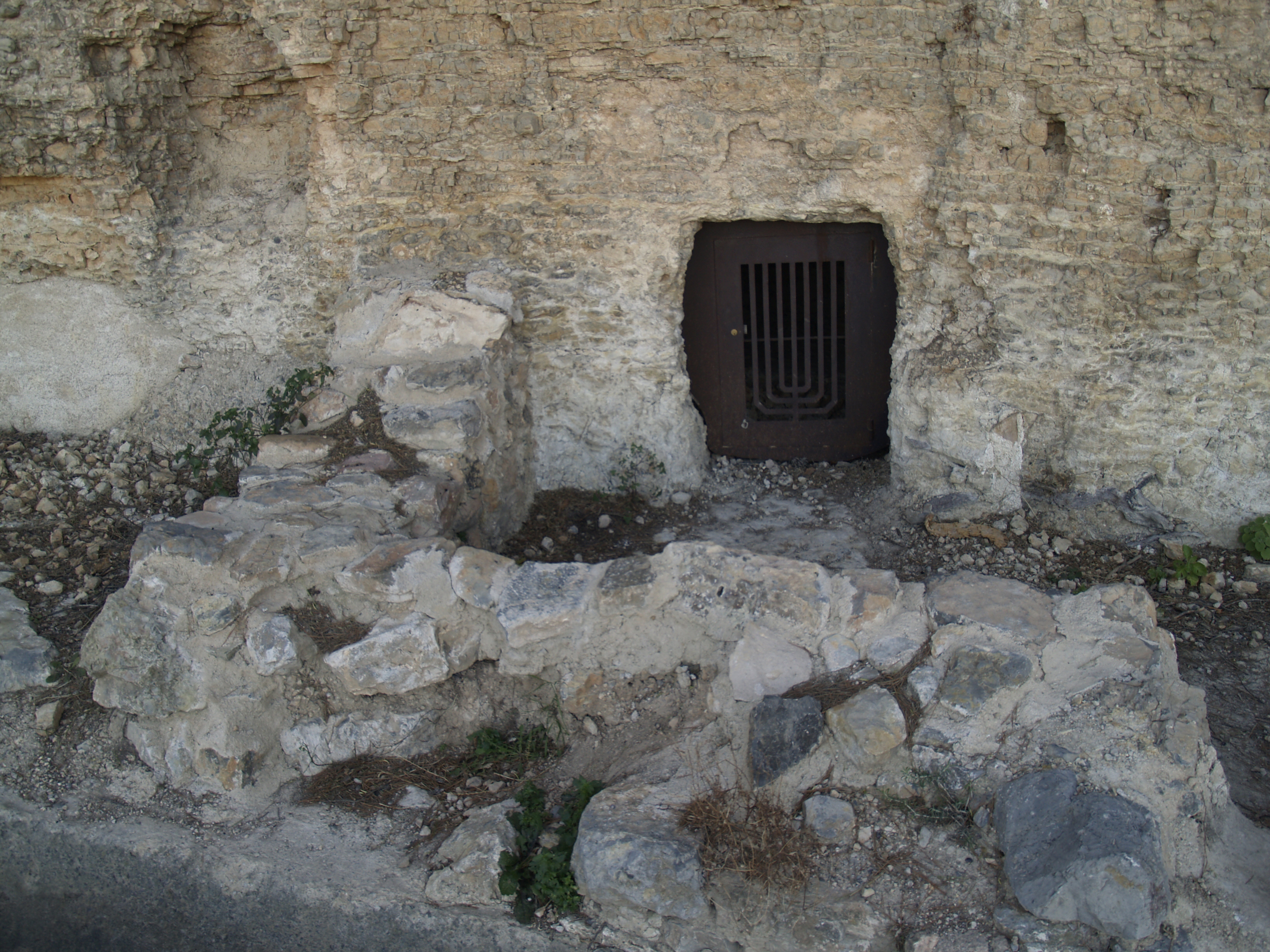
Tumba judía en Sagunto

Tuvo destacada importancia la judería, especialmente por el hecho de que no se consentía la presencia de judíos en la ciudad de Valencia; de modo que se estableció un fluido contacto entre los judíos de Murviedro y los conversos que sí podían permanecer en la capital del reino. La localización de la judería estaría en torno a la calle dels Antigons (nombre que se refiere a «los antiguos», por la proximidad del Teatro Romano). Allí vivía en 1390 (en vísperas de la revuelta antijudía de 1391) Salomó el rau (Salomón el rabino). La sinagoga estaba en la calle Vieja de la Sangre, nombre que recibió por levantarse sobre la antigua sinagoga la ermita de la Cofradía de la Sangre, que luego se trasladó a otro emplazamiento. La puerta de la judería (o Portal de la juheria) se llama actualmente Portalet de la Sanch. En 1394 se establecieron allí «dos tablas de carnicería» del judío Samuel Legem, por concesión del rey Jaime II de Aragón, a cambio de un censo anual de dos morabetinos de oro. En la calle Segovia se conservan algunas casas de judíos de época medieval.

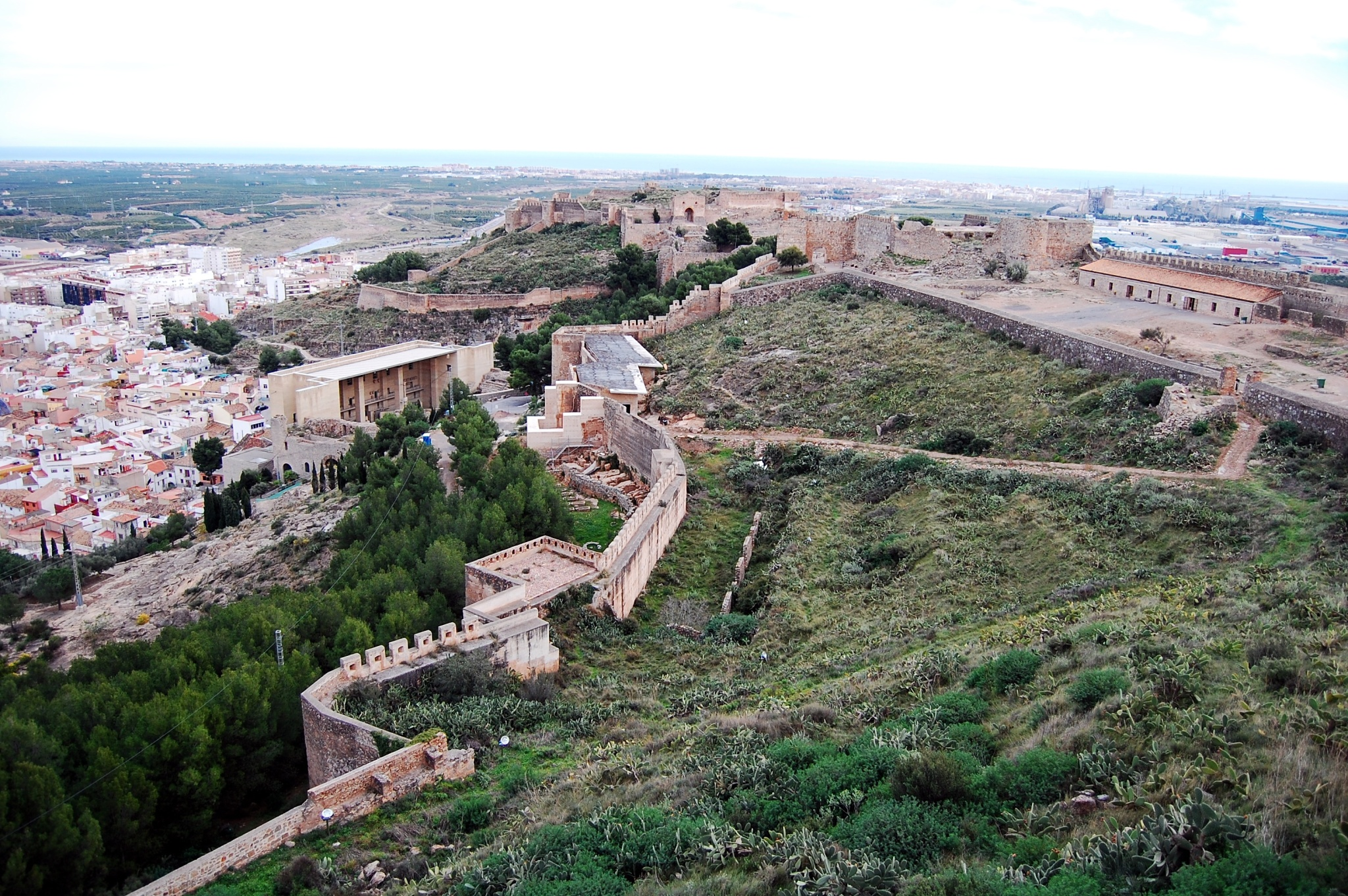
Castillo de Sagunto

### Edad Moderna y Contemporánea
En el siglo XVIII, Sagunto era conocida como Murviedro y Antonio José de Cavanilles nos hace referencia al crecimiento de su población:

En 1749 solamente tenía 938 vecinos y hoy cuenta ya 1515. Débese este aumento al progreso de la agricultura. Los cerros y montes abandonados antes hoy se cultivan con esmero; no se ven allí eriales ni descuido
Antonio José Cavanilles

Durante la guerra de la Independencia española Sagunto fue tomada por los franceses. En 1811 la ciudad fue sitiada durante 34 días, en los cuales unos 2900 soldados españoles establecidos en el castillo se defendían de los ataques de los hombres del Mariscal Suchet. El 26 de octubre, el coronel Andriani, nombrado gobernador de la plaza, se rendía tras la derrota sufrida el día anterior por el ejército español en la llamada batalla de Sagunto. Los franceses, tras la valentía demostrada por los soldados españoles en la batalla, les dejaron salir con vida de Sagunto. Ellos reforzaron las defensas del castillo, desmocharon los campanarios y permanecieron en la villa hasta el 22 de mayo de 1814.
En 1868, el nuevo Gobierno Provisional modificó el nombre de la ciudad, llamada Murviedro desde hacía más de diez siglos, por el antiguo nombre romano de Sagunto, siguiendo los cánones románticos y clasicistas de la época: se restituyó a Murviedro por el glorioso nombre de Sagunto.
Fue en Sagunto donde, en diciembre de 1874, se produciría el pronunciamiento militar encabezado por el general Martínez Campos, que puso fin a la I República y originó el periodo de la Historia de España conocida como Restauración borbónica. El rey Alfonso XII le concede el título de ciudad a la ya «Muy Ilustre y Leal Villa» por haber sido la primera población en reconocerle como rey.
A principios del siglo XX se desarrolló una potente industria siderúrgica alrededor del puerto, originando el actual núcleo urbano del Puerto. Al estallar la Guerra Civil en 1936, la ciudad adquirió importancia para la industria bélica del bando republicano —albergaba, entre otras, diversas fábricas de munición—. También fue objeto de múltiples bombardeos por parte de la Aviación Nacional, en ocasiones varias veces al día; esto hizo que la población civil —que recibió el reconocimiento público del presidente del Gobierno, Juan Negrín— fuese evacuada a localidades vecinas en enero de 1938. Tomada Sagunto al finalizar la guerra, las tropas franquistas instalaron en abril de 1939 un campo de concentración para prisioneros en la Estación de Los Valles, aparentemente de forma provisional.
En los años 80, debido a la reconversión industrial y a la crisis económica, se cerró el último alto horno. Cabe destacar que toda historia relacionada con el Puerto de Sagunto forma parte de Sagunto, ya que los dos núcleos de población forman parte del mismo municipio. La ciudad se declaró seguidamente como zona industrial, lo que favoreció una mayor diversificación de su sector productivo (cementos, química) y una especialización del sector siderometalúrgico, atrayendo las inversiones de grandes sociedades, como el grupo Arcelor o la ThyssenKrupp.
En 2022, Volkswagen anunció la construcción de su primera planta de baterías fuera de Alemania en Sagunto, siempre y cuando se le subsidie unos 750 millones €.

## Demografía
Sagunto cuenta con una población de 71 377 habitantes (INE 2024).
| Gráfica de evolución demográfica de Sagunto entre 1842 y 2021 |
| |
| Población de derecho según los censos de población del INE Población de hecho según los censos de población del INEEn 1857 crece el término del municipio porque incorpora a Benicalaf |

Sagunto es la cuarta ciudad de la provincia de Valencia con más población. Su peso demográfico se debe a la instalación de importantes industrias siderúrgicas en su costa a principios del siglo XX, formando el núcleo urbano actual del Puerto de Sagunto.
En el núcleo histórico de Sagunto es común el uso del valenciano, mientras que en el Puerto de Sagunto, donde habita la mayor parte de la población, el castellano es la lengua predominante.

## Economía

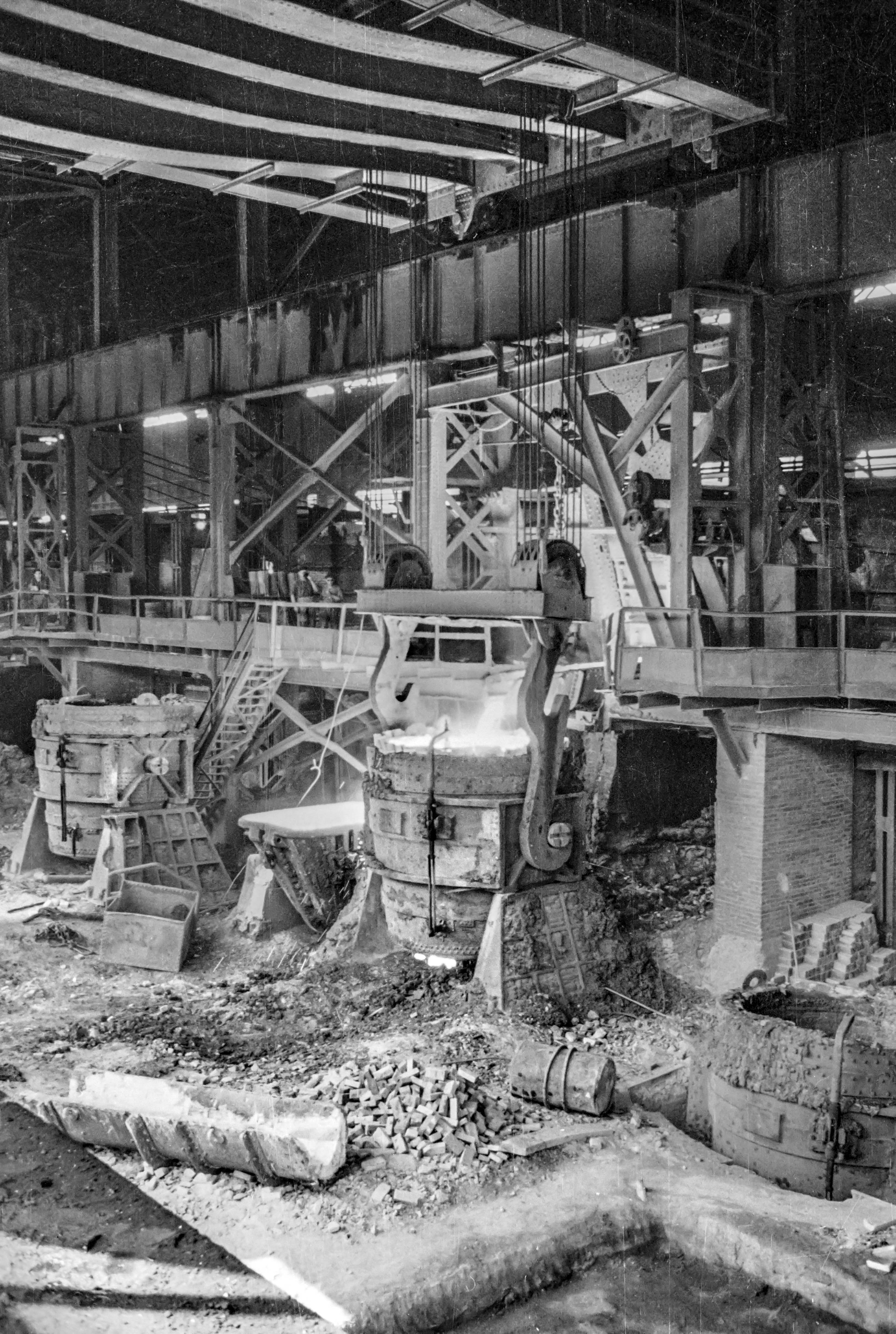
Altos hornos en funcionamiento, 1951

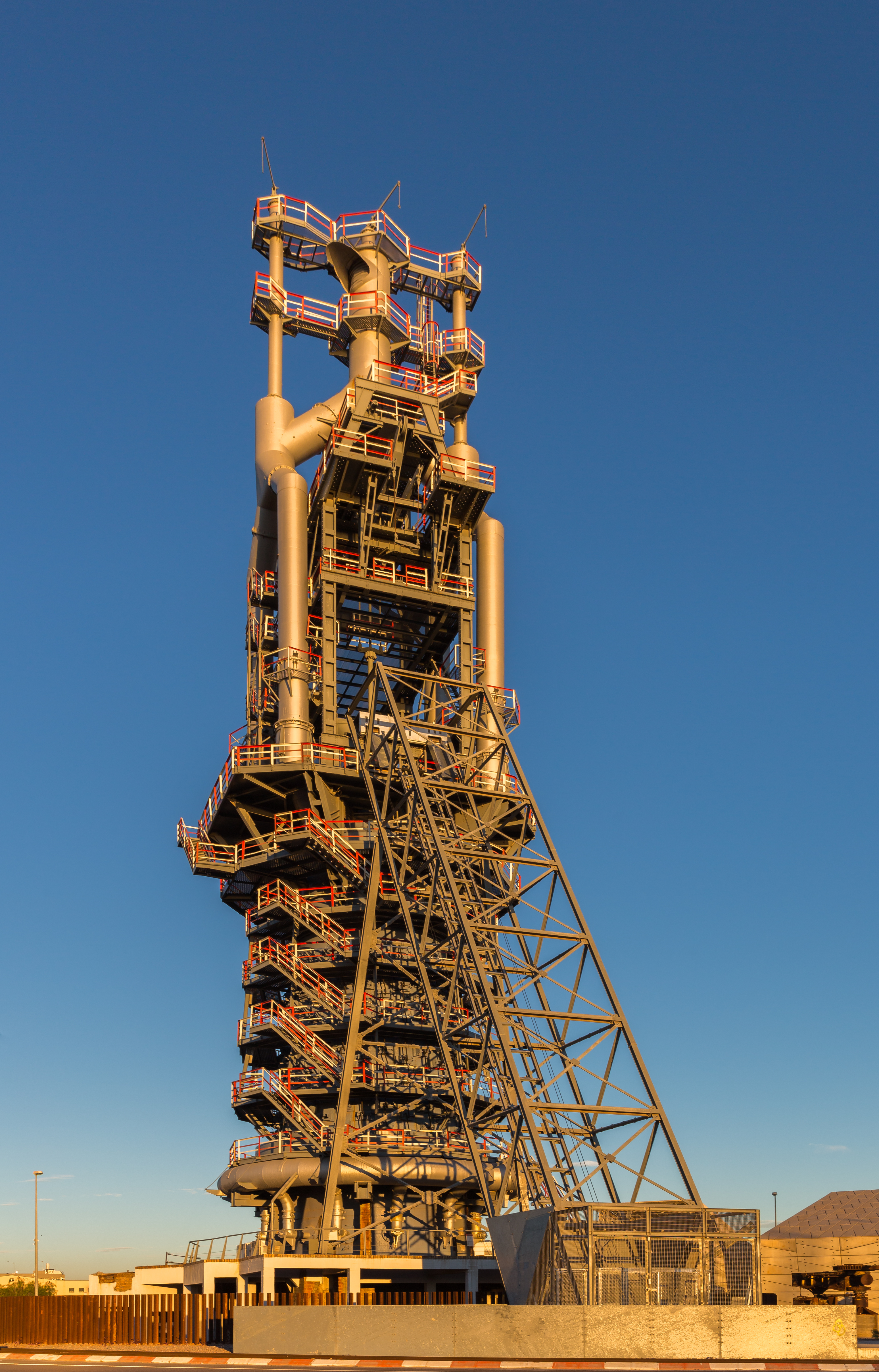
Alto horno en el Puerto de Sagunto

Su economía está basada principalmente en la industria siderúrgica y en la exportación de agrios. Dentro del suelo cultivado prevalecen cultivos de secano como algarrobos, olivos y algunas vides y almendras; mientras que los cultivos de regadío se caracterizan por el naranjo y otros frutales.
Hasta el siglo XIX fue una población esencialmente vinícola, exportando vinos y aguardientes a Francia. Tras la destrucción de los viñedos por la filoxera en los inicios de este siglo y la conversión del secano en regadío, los viñedos fueron sustituidos por los agrios.
Se tiene constancia de actividad pesquera en la ciudad de Sagunto desde los siglos XIV-XV en los núcleos del Grau Vell y de Almardà. Cierto es que esta actividad era de forma artesanal, con barcas de remo que dormían en la playa. Con la construcción del puerto pesquero toda la actividad pesquera se concentró en dicho recinto.
La industrialización se produjo en el siglo XX. En 1900, Ramón de la Sota y Eduardo Aznar, empresarios vascos, constituyeron la Compañía Minera Sierra Menera para la explotación de los yacimientos de Ojos Negros (Teruel) y Setiles (Guadalajara) y establecieron en la costa de Sagunto un puerto de embarque para la exportación del mineral de hierro extraído en dichas minas. Así nació el Puerto de Sagunto. Con este motivo se construyó el ferrocarril (inaugurado en 1907) desde Sierra Menera a Puerto de Sagunto y el embarcadero en 1909. Estos empresarios colocan la primera piedra de lo que será una de las más importantes Siderurgias del Mediterráneo en 1917 y en 1920 inician la construcción del Horno Alto n.º 1. En 1926 se pone en marcha el Horno Alto n.º 2. El crack económico mundial del 29 y la guerra civil española provocan el cierre durante un largo período de esta factoría. En 1940 las instalaciones se venden a Altos Hornos de Vizcaya, que promueve el proyecto de la IV Planta Siderúrgica Integral, que no pudo desarrollarse totalmente y en 1984 fue clausurada, y desmanteladas sus instalaciones, quedando solo en pie el Horno Alto n.º 2 y dos de sus naves industriales.
Aunque Sagunto sufrió una crisis importante en el momento de la reconversión a principios de los 90, en la segunda mitad de la década, la situación comenzó a mejorar notablemente.
Se instalaron grandes empresas, atraídas por las ventajas derivadas del proceso de reconversión. Por otra parte, la apertura del puerto marítimo al tráfico comercial general y su consiguiente expansión, producen un impulso económico notable que se traduce en una generación de empleo y rentas sin precedentes.
Este proceso se intenta relanzar a finales de esta primera década del siglo XXI con una mejora de las infraestructuras (ampliación del puerto marítimo, mejora de la red viaria-eje Sagunto Somport-, ferrocarril, polígonos industriales…), y la creación de Parc Sagunt. Este por su envergadura y énfasis mediático, estaba llamado a ser el mayor parque industrial de Europa, estructurando en sus casi 15 millones de metros cuadrados, en 4 distritos de actividad: Acero + PYMES + Químico + Industria. Su actividad debía impulsar al Puerto de Sagunto a convertirse en un centro innovador (de los que carece la región mediterránea) capaz de competir con estrategias internacionales y servir de elemento estructurador y vertebrador del territorio, tanto en la Comunidad Valenciana como en el Arco Mediterráneo.
Este importante proyecto fue llevado a cabo por la sociedad Parque Empresarial de Sagunto S.L., constituida por la Generalidad Valenciana a través de SEPIVA y por el SEPI a través de Sepides. Sin embargo, todos los pronósticos se desvanecieron con la situación económica que se generó a partir del 2007 y la realidad actual es la de un polígono infrautilizado.
En el año 2022 el Gobierno de España a través del Plan Next Generation presenta un cómputo de ayudas destinadas a la industria automotriz del país, a las cuales optan varias multinacionales, entre ellas Ford, que ya opera en la Comunidad Valenciana desde finales de los años 1970 y Volkswagen, multinacional con presencia en España desde mediados de 1980 con dos plantas de producción; una en Martorell, (Barcelona) y otra en Landaben, (Pamplona).
Además de los acuerdos que tienen desde el 2018 entre el fabricante Ford Almusafes (Valencia), y Volkswagen para la fabricación de las nuevas gamas de furgonetas y coches eléctricos de fabricación conjunta.
Así pues, y bajo este condicionante, el fabricante alemán
Volkswagen anuncia en junio de 2022 a los medios de comunicación que construira la primera gran fábrica de baterías eléctricas en España en la localidad de Sagunto (Valencia) donde ya tiene adquiridos los terrenos para su ubicación.
En noviembre de 2022 También informa de la primera asignación económica al grupo por parte del Gobierno de España mediante el plan PERTE 1, con un importe inicial de 397'00 Millones de Euros.
La Generalidad Valenciana, a su vez, también informa de otra asignación económica al fabricante Alemán por valor de 167.00 millones de euros.
Volkswagen al igual que Ford, también anuncia que hará la respectiva petición al Plan PERTE 2, que se abrirá en el primer trimestre de 2023, para optar a los fondos, ya que el fabricante, espera realizar una inversión total, contando con que, un alto porcentaje, provendrán del origen de ayudas públicas del estado y Comunidades Autónomas; por un valor e importe aproximado de unos 10 000 millones de euros en España, realizando con estas además la adecuación de las plantas para la fabricación de los distintos modelos de las marcas del Grupo y de los modelos conjuntos que saldrán de las 2 sinergias de los fabricantes Germano- estadounidense y que conformarán las nuevas gamas de los vehículos eléctricos de novedosa generación de ambos fabricantes.
Estos futuros vehículos de producción saldrán equipados con las baterías de litio fabricadas en la nueva planta de Sagunto, que también suministrará a todo el sur de Europa.

## Transporte y comunicaciones

### Carreteras
- Autopista del Mediterráneo (AP-7), que conecta con Castellón y Valencia
- Autovía V-23, que sirve de acceso a Puerto de Sagunto
- Autovía A-23 (autovía Mudéjar), que se dirige hacia Segorbe y Teruel
- Carretera nacional N-234: alternativa convencional a la A-23
- Carretera nacional N-225: une Vall de Uxó con Algar de Palancia
- Carretera nacional N-340, entre los pK 933 y 939, alternativa convencional a la AP-7 que reaparece en una conexión con la autovía V-23
- Carretera nacional N-237, vía urbanizada que une Sagunto con Puerto de Sagunto
- Carretera autonómica CV-309: une la autovía V-21 a la altura de Puzol con Puerto de Sagunto
- Carretera autonómica CV-314: une Sagunto con la carretera CV-324
- Carretera autonómica CV-317: une Sagunto con Canet de Berenguer
- Carretera autonómica CV-320: une Puerto de Sagunto con Torres Torres
- Carretera autonómica CV-324: permite el acceso a Petrés desde la CV-314

### Ferrocarril
Sagunto cuenta con una estación ferroviaria donde son muchos los trenes que paran y dan servicio, desde trenes de Larga Distancia, Regionales como los mismos Cercanías. Las líneas de cercanías son las siguientes:
- C5. Valencia - Sagunto - Caudiel
- C6. Valencia - Castellón de la Plana

### Autobús
La ciudad cuenta con varias líneas interurbanas que dan servicio a muchas localidades próximas y la ciudad de Valencia. Todas ellas operan bajo la marca comercial del MetroBús (autobuses amarillos), de la Generalidad Valenciana. Las líneas son las siguientes:
| Línea | Recorrido                                                                                             | Operador |
| ----- | --- | -------- |
| 110   | Alboraya - Hospital de Sagunto                                                                        | AVSA     |
| 111   | Valencia - Almácera - Puerto de Sagunto                                                               | AVSA     |
| 113   | Valencia - Vall de Uxó                                                                                | AVSA     |
| 114A  | Valencia - Sagunto - Puerto de Sagunto                                                                | AVSA     |
| 114B  | Valencia - Masamagrel - Rafelbuñol - Puzol - Sagunto - Puerto de Sagunto                              | AVSA     |
| 115   | Valencia - Puerto de Sagunto                                                                          | AVSA     |
| 116A  | Valencia - Sagunto - Puerto de Sagunto - Canet de Berenguer                                           | AVSA     |
| 116B  | Valencia - Sagunto - Puerto de Sagunto - Canet de Berenguer - Playa Canet                             | AVSA     |
| 116C  | Valencia - Puerto de Sagunto - Canet de Berenguer                                                     | AVSA     |
| 116D  | Valencia - Puerto de Sagunto - Canet de Berenguer - Playa Canet                                       | AVSA     |
| 116E  | Valencia - Sagunto - Puerto de Sagunto - Canet de Berenguer - Playa Canet - Playa Almardá (en verano) | AVSA     |
| 118N  | Nocturno Valencia - Sagunto                                                                           | AVSA     |

Desde hace muchos años la ciudad cuenta con un servicio urbano que une los dos núcleos más grandes Sagunto y Puerto de Sagunto, incluso teniendo alguna expedición a Canet d'en Berenguer. Hace muchos años SALTUV, creó una empresa llamada primero SALTUS y paso después a SALTUYS que prestaba servicio urbano entre los dos núcleos cuando la empresa AVSA entró a explotar la línea de Valencia, la primera quedó solo para hacer las líneas del Puerto de Sagunto y Canet de Berenguer. Desapareciendo, siendo AVSA la que asumiría la totalidad de los servicios. Actualmente encontramos Autos Vallduxense SL (AVSA), bajo la marca comercial SUV (Servei Urbà de Viatgers) las siguientes líneas:
- Línea D: Sagunt - Estación de RENFE - Puerto Sagunto
- Línea C1: Playas - Hospital - Internúcleos - Puerto de Sagunto - Sagunto
- Línea C2: Playas - Puerto de Sagunto - Internúcleos - Sagunto - Hospital
- L335: Bus Nit

## Administración y política

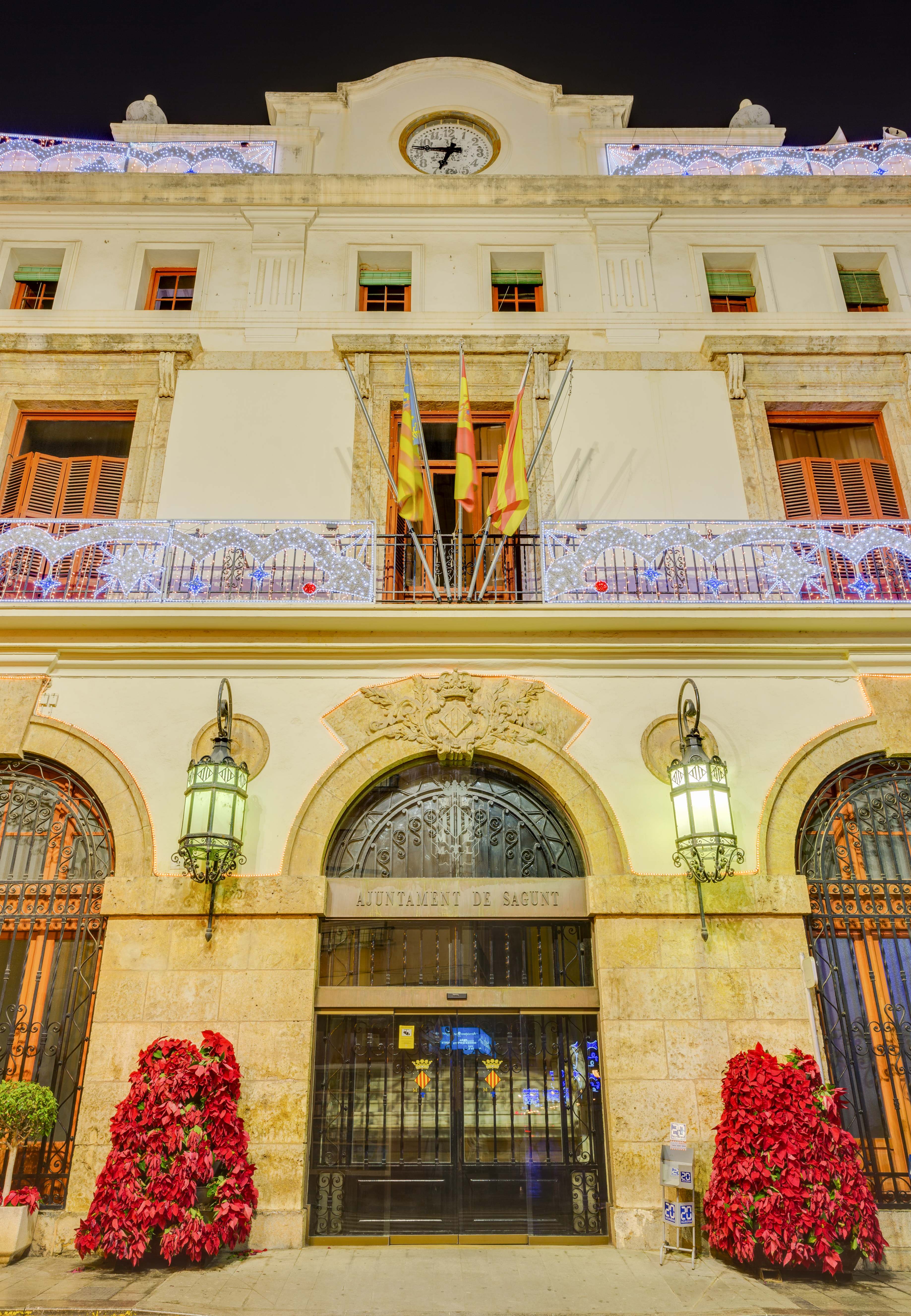
Ayuntamiento de Sagunto

| Periodo   | Nombre                            | Partido | Partido                                         |
| --------- | --------------------------------- | ------- | ----------------------------------------------- |
| 1979-1983 | Manuel Carbó Juan                 |         | Partit Socialista del País Valencià (PSPV-PSOE) |
| 1983-1984 | José García Felipe                |         | Partit Socialista del País Valencià (PSPV-PSOE) |
| 1984-1987 | Francisco Crispín Sanchís         |         | Partit Socialista del País Valencià (PSPV-PSOE) |
| 1987-1991 | José García Felipe                |         | Candidatura Independent per Sagunt (CIPS)       |
| 1991-1997 | Manuel Girona i Rubio             |         | Partit Socialista del País Valencià (PSPV-PSOE) |
| 1997-2003 | Silvestre Borràs Azcona           |         | Partido Popular (PP)                            |
| 2003-2007 | Glòria Calero Albal               |         | Partit Socialista del País Valencià (PSPV-PSOE) |
| 2007-2014 | Alfredo Castelló Sáez             |         | Partido Popular (PP)                            |
| 2004-2015 | Sergio Muniesa Franco             |         | Partido Popular (PP)                            |
| 2015-2019 | Josep Francesc Fernández Carrasco |         | Compromís                                       |
| 2019-act. | Darío Moreno Lerga                |         | Partit Socialista del País Valencià (PSPV-PSOE) |

| Partido político                                | 2023   | 2023  | 2023       | 2019  | 2019  | 2019       | 2015  | 2015  | 2015       | 2011   | 2011  | 2011       | 2007   | 2007  | 2007       |
| Partido político                                | Votos  | %     | Concejales | Votos | %     | Concejales | Votos | %     | Concejales | Votos  | %     | Concejales | Votos  | %     | Concejales |
| Partit Socialista del País Valencià (PSPV-PSOE) | 13 798 | 43,49 | 12         | 6976  | 23,31 | 7          | 3467  | 10,72 | 3          | 5346   | 16,99 | 5          | 7580   | 20,09 | 6          |
| Partido Popular (PP)                            | 6028   | 19,50 | 5          | 3732  | 12,47 | 3          | 5897  | 18,23 | 5          | 10 470 | 33,27 | 9          | 10 126 | 32,19 | 9          |
| Iniciativa Porteña                              | 3762   | 11,85 | 3          | 4975  | 16,62 | 5          | 4198  | 12,97 | 3          | —      | —     | —          | —      | —     | —          |
| Vox                                             | 2508   | 7,90  | 2          | 1615  | 5,39  | 1          | —     | —     | —          | —      | —     | —          | —      | —     | —          |
| Compromís                                       | 2488   | 7,84  | 2          | 5453  | 18,22 | 5          | 6703  | 20,72 | 5          | 4858   | 15,44 | 4          | 3234   | 10,28 | 2          |
| Esquerra Unida del País Valencià (EUPV)         | 2256   | 7,11  | 1          | 2773  | 9,26  | 2          | 4823  | 14,91 | 4          | 3847   | 12,22 | 3          | 2820   | 8,96  | 2          |
| Ciudadanos (CS)                                 | 309    | 0,97  | 0          | 2527  | 8,44  | 2          | 2336  | 7,22  | 2          | —      | —     | —          | —      | —     | —          |
| ADN Morvedre (ADNM)                             | —      | —     | —          | —     | —     | —          | 3870  | 11,96 | 3          | —      | —     | —          | —      | —     | —          |
| Segregación Porteña (SP)                        | —      | —     | —          | —     | —     | —          | —     | —     | —          | 4760   | 15,13 | 4          | 6688   | 21,26 | 6          |

### Organización territorial

#### Barrios y pedanías
El término municipal de Sagunto presenta dos núcleos de población principales: la Ciudad vieja (Sagunto-Ciudad) y el Puerto de Sagunto. Aparte también se encuentran los siguientes núcleos de población menores:
- Almardà
- Baladre
- El Grau Vell
- Fusión

#### Partidas y subpartidas
El término municipal de Sagunto está dividido en tres partidas:
- Partida de Montíver: es la partida más grande del término. Se ubica al norte del término y limita al sur con el río Palancia. Se compone de 84 subpartidas.
- Partida de Gausa: se concentra el mayor número de kilómetros de carretera del término. En ella se encuentra el cementerio municipal de Sagunto-Ciudad. La forman 53 subpartidas.
- Partida de La Vila: partida más pequeña en extensión de las tres y en la que se encuentran los dos núcleos más importantes de población. Se compone de 19 subpartidas.

#### Urbanizaciones

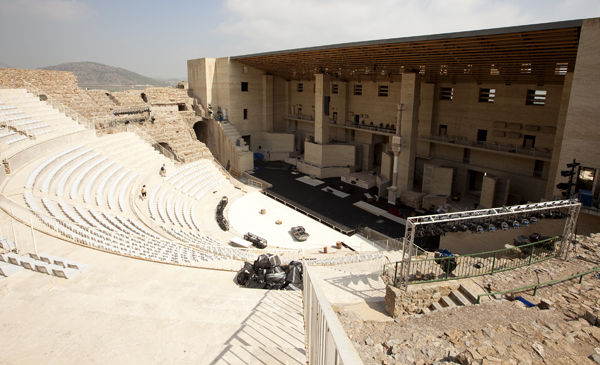
Teatro romano

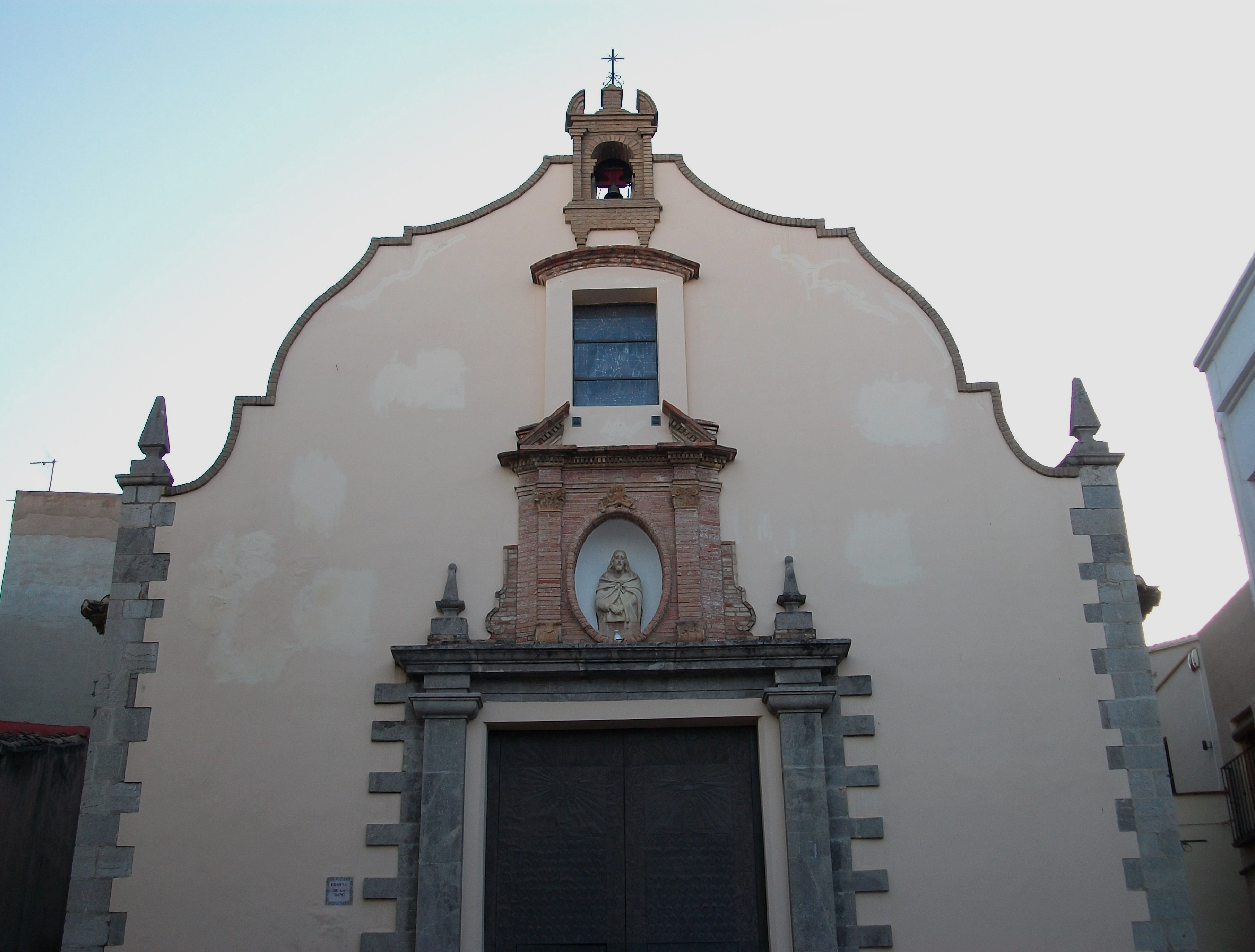
Ermita de la Sangre

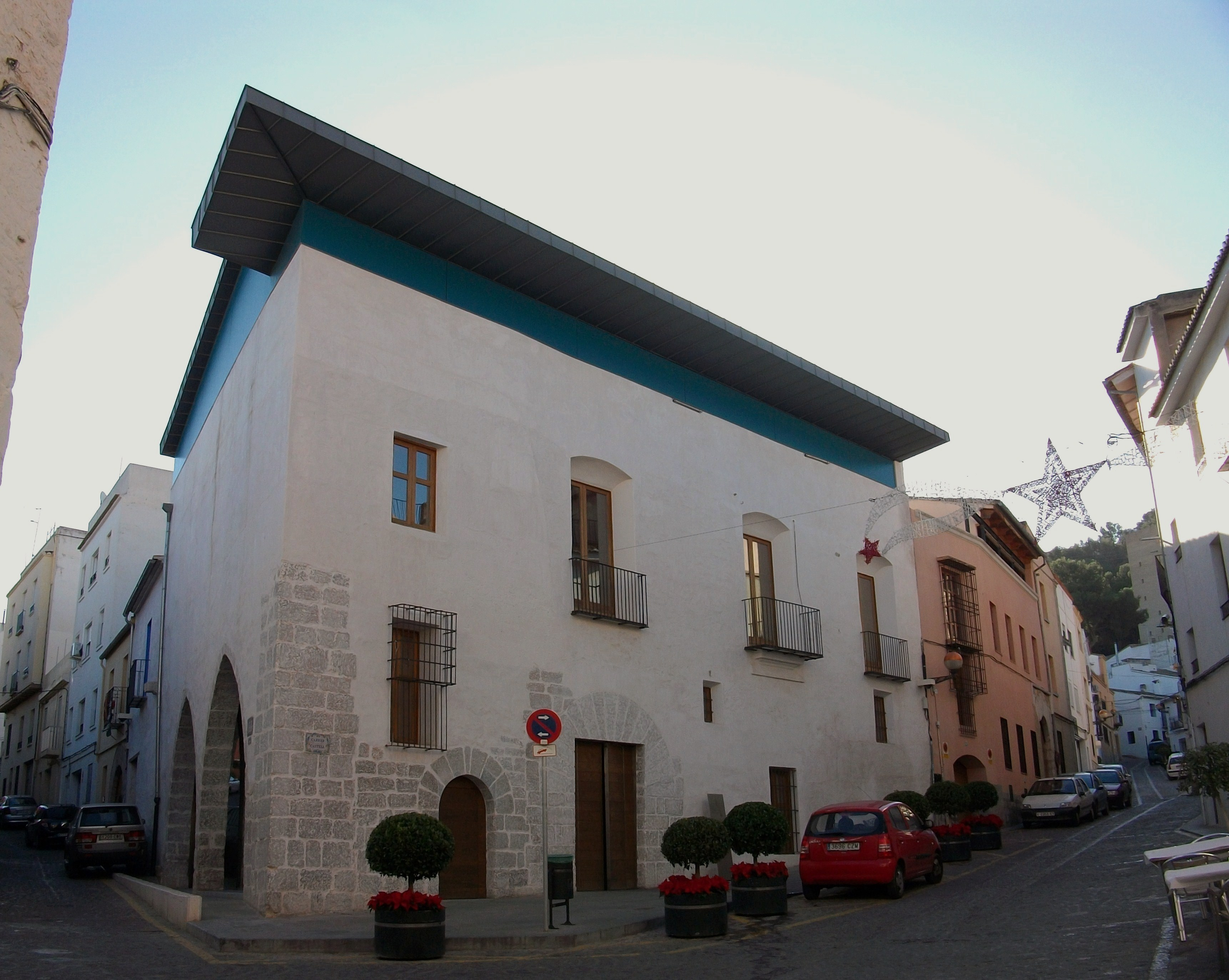
Museo arqueológico

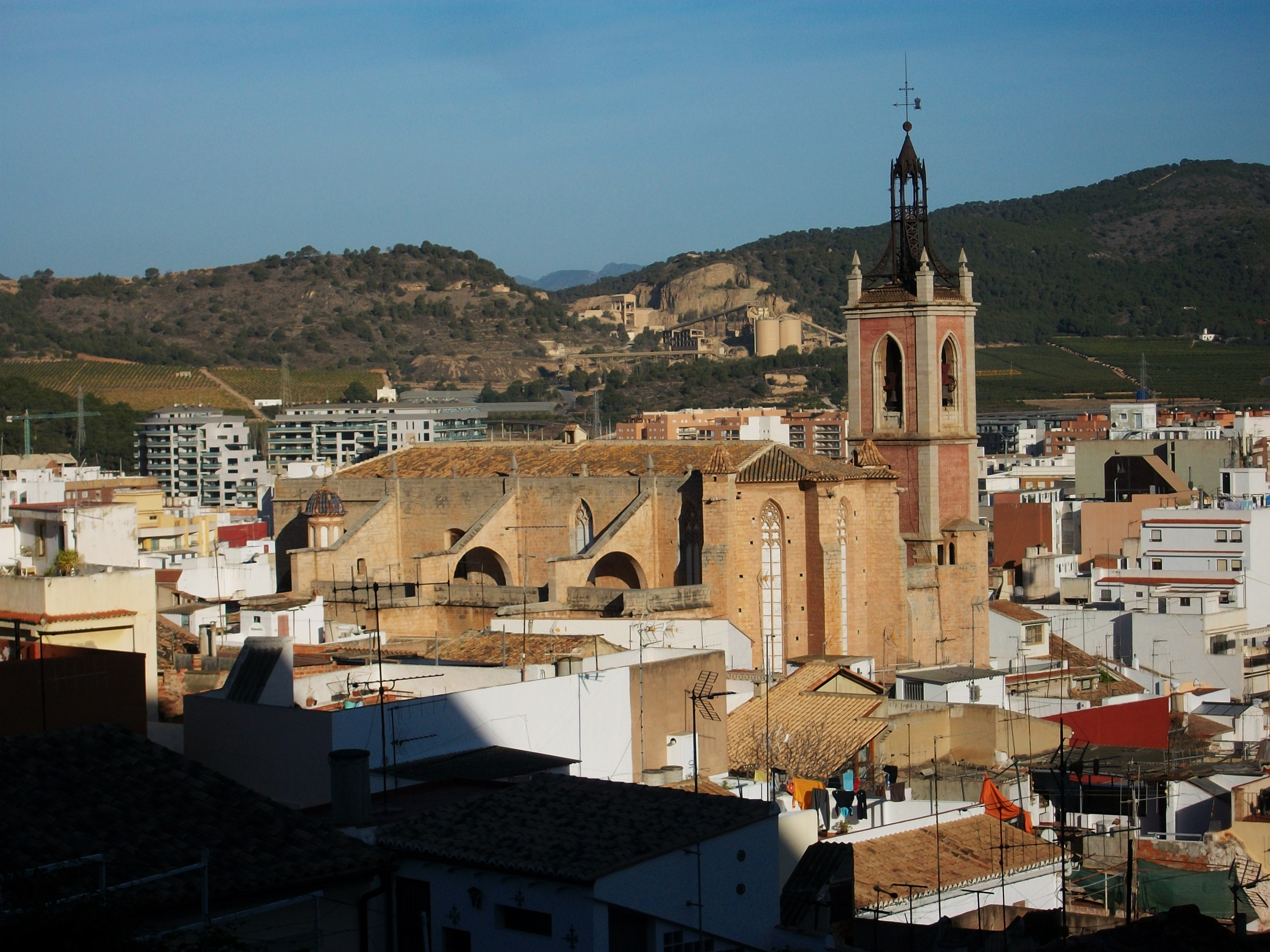
Iglesia de la Natividad de Nuestra Señora

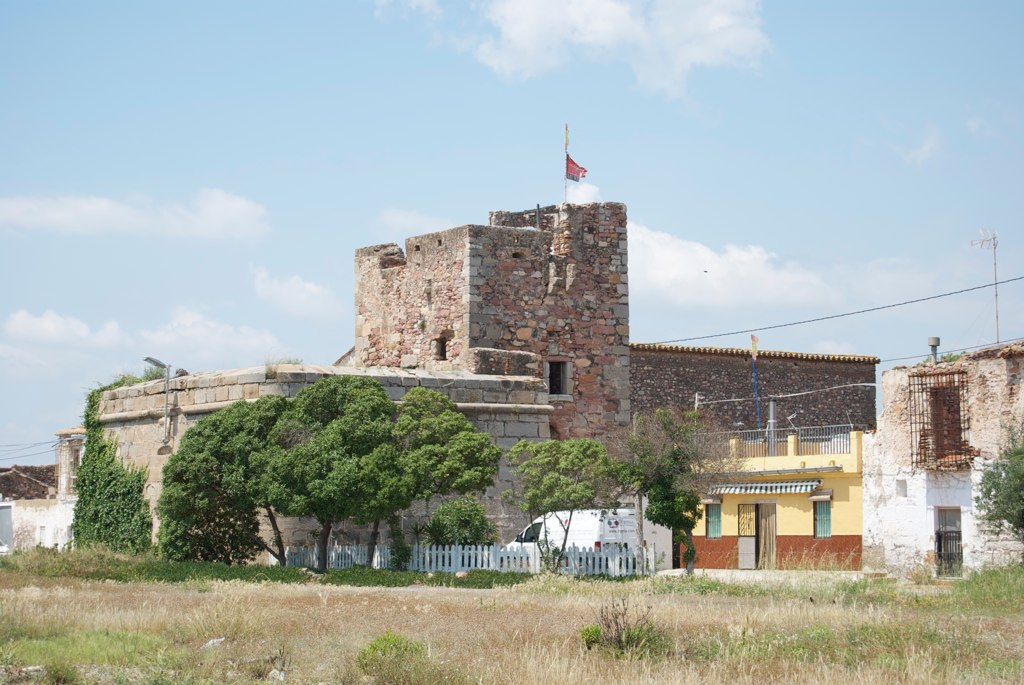
Torre del Grau Vell

- Urbanización Monte Picayo
- Urbanización Pla del Bou
- Urbanización Pere Gil
- Urbanización Los Valles
- Urbanización Nord Palància

#### Playas
- Playa de Almardá
- Playa de Corinto-Malvarrosa
- Playa del Puerto de Sagunto

## Cultura

### Monumentos y lugares de interés
- Teatro romano
- Castillo de Sagunto
- Iglesia de la Natividad de Nuestra Señora
- Iglesia de El Salvador
- Ermita de la Sangre
- Ermita de San Miguel
- Ermita de San Cristóbal
- Ermita de Nuestra Señora del Buen Suceso
- Ermita de Sant Roc
- Museo Arqueológico del Teatro Romano
- Ermita de la Magdalena
- Ermita de los Dolores
- Monasterio de la Virgen al Pie de la Cruz, o de Santa Ana
- Alquería fortificada del Agua Fresca
- Fortín o Torre del Grau Vell
- Grau Vell
- Torre de San Roque
- Iglesia parroquial de la Natividad de Nuestra Señora (Sagunto)
- Molino fortificado Torre Gausa
- Castillo de Cárcel
- Núcleo antiguo de la Villa de Sagunto
- Vía del Pòrtic

### Patrimonio inmaterial
- Festividad de San Antonio Abad
- Festividad de San Vicente Ferrer (segundo domingo de Pascua)

Fallas (Celebradas desde el 14 al 19 de marzo)
- Semana Santa
- Festividad de la Virgen de los Desamparados (celebrada el segundo domingo de mayo)
- Festividad de San Cristóbal (celebrada el domingo más cercano al 10 de julio)
- Fiestas patronales en honor de los Santos Mártires Abdón y Senén (Celebradas la segunda quincena de julio)
- Festividad de la Virgen de Begoña (celebrada la primera quincena de agosto)
- Fiestas en honor de San Ramón Nonato (celebradas la última semana de agosto)
- Fiestas en honor de la Virgen del Buen Suceso (celebradas la primera decena de septiembre)
- Fiestas de moros y cristianos (celebradas el primer fin de semana de octubre)
- Fiestas del barrio Biensa (celebradas la última semana completa de septiembre)

### Deporte
En Sagunto existen instituciones de prácticamente casi todas las categorías deportivas existentes como clubes de atletismo, ajedrez, gimnasia, lucha, natación, tenis de mesa, judo, voleibol, etc., que representan el nombre de la ciudad a nivel regional, nacional, e incluso en algunos casos internacional (caso del Balonmano Sagunto, club de lucha Ares y club de lucha Camp de Morvedre). Así mismo, también hay dos clubes de baloncesto: el Club Bàsquet Morvedre y el Club Baloncesto Puerto Sagunto.
En lo que respecta al balonmano existen dos clubes de importante nivel y prestigio:
- Club Balonmano Morvedre: equipo femenino que se encuentra en la división de honor oro,y disputa sus partidos en el pabellón René Marigil;
- BM Puerto Sagunto: equipo masculino que se encuentra en la división de honor plata, y disputa sus encuentros en el pabellón municipal, popularmente conocido como «El Ovni».

En relación con clubes de fútbol de Sagunto existen once clubes (tres en el núcleo histórico y ocho en el Puerto) registrados en la FFCV (de los cuales uno está inscrito en la modalidad de fútbol sala y dos exclusivamente en la modalidad de fútbol femenino). De esto clubes tan solo tres han llegado a militar en categoría nacional:
- Atlético Saguntino
- C.D. Acero
- Club Deportivo Ibérico (Club de fútbol-sala que actualmente compite bajo la denominación de Atco Morvedre)

## Ciudades hermanadas
- Cecina, Italia[29]
- Millau, Francia[30]
- Zacinto, Grecia[31]